# سیمون انگاپاندوئتنبو
سیمون انگاپاندوئتنبو (انگلیسی: Simon Ngapandouetnbu؛ زادهٔ ۱۲ آوریل ۲۰۰۳) بازیکن فوتبال اهل کامرون است.وی در پست دروازه‌بان در تیم مارسی بازی می کند.

## تجربه بین المللی
انگاپاندوئتنبو که در کامرون به دنیا آمد، در سن جوانی به فرانسه نقل مکان کرد. او با کامرون در جام جهانی فوتبال زیر 17 سال 2019 شرکت کرد و در سایر تیم های جوانان برای کامرون حضور داشت. در نوامبر 2021، او به طور بحث برانگیزی به تیم زیر 19 سال فرانسه برای مسابقات مقدماتی قهرمانی زیر 19 سال اروپا در سال 2022 فراخوانده شد. در سپتامبر 2022، او به طور رسمی به تیم ملی بزرگسالان کامرون برای مجموعه ای از بازیهای دوستانه دعوت شد.